# Isabel Briggs Myers
Isabel Briggs Myers (nacida Isabel Briggs; 18 de octubre de 1897 - 5 de mayo de 1980) fue una autora estadounidense y cocreadora con su madre, Katharine Cook Briggs, de un inventario de personalidad conocido como el indicador de tipo Myers-Briggs (MBTI) y basado en las teorías de Carl Jung.

## Biografía
Isabel Briggs Myers se crio en Washington D. C. donde fue educada por su madre, Katharine Cook Briggs. Su padre, Lyman J. Briggs, trabajaba como investigador en el campo de la física. Briggs tuvo poca escolarización formal hasta que se matriculó en Swarthmore College, donde estudió Ciencias Políticas. Durante su estancia en la universidad conoció a Clarence "Jefe" Gates Myers que estudiaba Derecho, y con quien se casó en 1918, permanecieron juntos hasta la muerte de él en 1980. Cuándo Briggs Myers murió en 1980 dejó los derechos de autor del MBTI (poco conocido en aquel entonces) a su hijo Peter.

## MBTI Indicador de personalidad
Isabel Briggs Myers Implementó las ideas de Carl Jung y añadió las suyas propias para así crear el test que finalmente devendría en el MBTI. El test estaba diseñado para evaluar el tipo de personalidad y había sido plenamente desarrollado tras 20 años de investigación por parte de  Briggs Myers junto a su madre y muchos otros. En pleno siglo XXI, la investigación sobre este instrumento todavía se está poniendo en marcha con decenas de artículos escritos cada año. El cuestionario está destinado a ayudar a las personas a encontrar  "el tipo de personalidad que mejor se ajuste", con ello el tipo de personalidad que les ayudará tener más éxito en vida. Los tres pares originales de preferencias en la tipología de Jung son Extraversión e Introversión, Sentido e Intuición y Pensamiento y Sentimiento.
- Extraversión o introversión: se refiere a dónde y cómo uno dirige su atención y energía. - en personas y cosas en el mundo exterior, o solo en el mundo interior[6]
- Sentido o intuición: se refiere a cómo se prefiere tratar la información. - centrándose en la información básica, o interpretando y añadiendo significado[7]
- Pensar o sentir: se refiere a la toma de decisiones. - objetivamente, utilizando la lógica y la coherencia, o subjetivamente, considerando a otras personas y circunstancias especiales[8]
- Juzgar o percibir: se refiere a cómo uno interactúa con el mundo exterior. - con preferencia porque las cosas se decidan o por permanecer abierto a nueva información y opciones[9]

## Ficción
En 1928, su novela Murder Yet to Come, ganó el concurso nacional de novela policiaca y de misterio, y como parte del premio esta fue publicada en 1929. En ella, Briggs, aplica sus ideas sobre el tipo de personalidad a un misterio de asesinato.
Además de la publicación del libro, el concurso incluya un premio en efectivo de $7,500 y un contrato para un segundo libro. En este caso Briggs Myers, escribió sobre un nuevo caso con los mismos detectives de su obra anterior, en esta historia los miembros de una familia del sur de EE. UU. se suicidan uno a uno al descubrir que pueden tener "sangre negra". La novela se publicó en 1934 y fue recibida duramente por la crítica.

### Aplicaciones
En 1962, el Educational Testing Service publicó el MBTI solo con fines de investigación. En 1975, 1977 y 1979, se llevaron a cabo tres conferencias nacionales de MBTI en la Universidad de Florida, la Universidad Estatal de Míchigan y Filadelfia, respectivamente. En 1975, Consulting Psychologists Press, Inc. publicó el MBTI como una herramienta para ayudar a las personas.
En la década de 2000, más de dos millones de personas realizaron el MBTI al año y se tradujo a 16 idiomas.

## Legado

### CAPT
En 1975, Briggs Myers cofundó el Centro para Aplicación de Tipo Psicológico (CAPT por sus siglas en inglés) con Mary McCaulley.  CAPT Es una organización sin ánimo de lucro que mantiene la investigación y aplicación del MBTI. Su otro objetivo es proteger y promover la ideología de Briggs Myers. Su sede se encuentra en Gainesville, Florida y su lema es "Fomentar la comprensión humana a través de la formación, la publicación y la investigación.".

### Premios conmemorativos a la investigación
Los premios conmemorativos a la investigación Isabel Briggs Myers existen para promover la MBTI y la investigación psicológica. Estos premios se dan dos veces al año y constan de $2,000 para un máximo de dos personas. Son premiados por los avances en la comprensión de estos temas para centrarse en la investigación continua en el campo.

## Publicaciones
- Myers, I. (1980, 1995) Gifts Differing: Understanding Personality Type. Davies-Black Publishing, U.S. ISBN 0-89106-074-X

Gifts Differing está escrito por Isabel con su hijo, Peter Briggs Myers. Trata sobre la personalidad humana y cómo afecta a varios aspectos de la vida, como la carrera, el matrimonio y el significado de la vida. Habla de los dieciséis tipos de personalidad.
- Myers, I. (1990) Introduction to Type: A Description of the Theory and Applications of the Myers-Briggs Type Indicator. Center for Applications of Psychological Type Inc. ISBN 0-935652-06-X
- Myers, I. and McCaulley, M. (1985) Manual: A Guide to the Development and Use of the Myers-Briggs Type Indicator. Consulting Psychologists Press. ISBN 0-89106-027-8
- Myers, I. (1995) Murder Yet to Come.Center for Applications of Psychological Type Inc. ISBN 0-935652-22-1

## Otras Lecturas
Saunders, F. W. (1991), Katharine e Isabel: Madre  Ligero, el viaje de la hija, Davies-Black Editorial, EE. UU. ISBN 0-89106-049-9 (biografía de Briggs Myers y su madre)